# Subprefectura de Sé
La subprefectura de Sé (en portugués: Subprefeitura da Sé) es una de las 32 subprefeituras de la ciudad de São Paulo, siendo regida por la ley N° 13,999 del 1 de agosto del 2002.
Está conformada por ocho distritos: Bela Vista; Bom Retiro; Cambuci; Consolação; Liberdade; República; Santa Cecília y Sé, que sumados representan un área de 26,2 kilómetros cuadrados y una población de 431,106 personas en el 2010.

## Historia
En el 2002, a partir de un proceso de descentralización de la Alcaldía de Sao Paulo, se crearon la Secretaría de Coordinación de las Subprefecturas y 31 subprefecturas. Estas unidades fueron creadas para sustituir a las antiguas administraciones regionales que habían sido creadas en 1973.
Con la creación de las subprefecturas, se ejercía una administración directa con mayor autonomía, participación popular y desarrollo local, con la misión de consolidar los instrumentos de democratización del poder público mediante presupuestos participativos y fortalecer la democratización de la función pública y la participación en el ámbito regional. El poder público municipal quedó más cerca y accesible al ciudadano, trabajando con acciones integradas de las diversas áreas de la alcaldía: salud, asistencia social, educación, transportes, áreas verdes y otras.
Las subprefecturas prestan servicios de atención, reciben los pedidos y reclamaciones de la población, dan solución a problemas específicos, se ocupan del planeamiento, reglamentación y fiscalización del uso del suelo, asistencia social y promoción de la práctica de deportes, esparcimiento y cultura. También son actividades principales la manutención de la infraestructura urbana y proyectos y obras de la región.